# فيلامار
فيلامار ، (بالإنجليزية: Villamar)‏، (سردينيا: Mara (Marsh) de Arbarei)، هي بلدية في مقاطعة جنوب سردينيا، في المنطقة الإيطالية سردينيا، وتقع على بعد حوالي 45 كم (28 ميل) شمال غرب كالياري، وحوالي 7 كيلومترات (4 ميل) شمال شرق سانلوري. 

## السكان
في سنة 1861 بلغ عدد السكان 1٬948 نسمة، وتطور العدد ليصل في سنة 2011 لـ 2٬872 نسمة.
يظهر هذا المخطط البياني تطور النمو السكاني لـ فيلامار